# Liste von Madrigalisten
Dies ist eine Liste von Madrigalisten. Der Zweck der Liste ist es, diejenigen Komponisten der Renaissance und des Barocks aufzulisten, die Madrigale geschrieben haben. Hauptquelle ist das Buch Le madrigal en son jardin von Roger Tellart, ergänzt durch Informationen aus verschiedenen Enzyklopädien und Musiklexika. Die Wahl der alphabetischen Einordnung soll die Bearbeitung und Abfrage erleichtern.
Für jeden Komponisten werden die Nationalität und kleine Hinweise auf sein Madrigal-Schaffen angegeben. Die am Ende angegebenen Daten sind die der Ausgaben der Werke.

## A
- Agostino Agazzari (1578–1640), Italiener – 5 Bücher zu 3, 5 und 6 Stimmen – 1596 bis 1607
- Lodovico Agostini (1534–1590), Italiener – 9 Bücher zu 4, 5 und 6 Stimmen – 1570 bis 1582
- Agostino Agresta (?), Italiener – 1 Buch zu 6 Stimmen – 1617
- Felice Anerio (1560–1614), Italiener – 2 Bücher zu 5 und 6 Stimmen – 1587, 1590
- Giovanni Francesco Anerio (1567–1630), Italiener – 2 Bücher zu 5 Stimmen und eines zu 1–4 Stimmen – 1599 bis 1621
- Giovanni Animuccia (ca. 1500–1571), Italiener – 3 Bücher zu 4 und 6 Stimmen – 1547 bis 1554
- Giovanni de Antiquis (?), Italiener – in Sammelwerken
- Jacques Arcadelt, (ca. 1510–1568), Frankoflame – 5 Bücher zu 4 Stimmen und 1 zu 5 Stimmen, etwa 250 Madrigale – 1539 bis 1544
- Paolo Aretino, (1507–1584), Italiener – 2 Bücher zu 4 und 5–8 Stimmen – 1549, 1558
- Giovanni Matteo Asola (1560–1609), Italiener – 4 Bücher – 1571 bis 1605
- Filippo Azzaiolo (zwischen 1530 und 1540–nach 1570), Italiener – 3 Bücher – 1560, 1570

## B
- Ippolito Baccusi (ca. 1550–1609), Italiener – 4 Bücher zu 5 und 6 Stimmen, 2 zu 3 Stimmen – 1570 bis 1605
- Ludovico Balbi (?–1604), Italiener – 2 Bücher zu 4 Stimmen – 1570, 1576
- Adriano Banchieri (1568–1634), Italiener – 1 Buch zu 5 Stimmen und Madrigalkomödien – 1593 bis 1630
- Bartolomeo Barbarino alias Il Pesarino (?–nach 1617), Italiener – 4 Bücher zu einer Stimme und einige Stücke mit Basso continuo – 1606 bis 1617
- Antonio Barré (?), Franzose – gesammelt – 1552
- Leonard Barré (?), Franzose – 5 Madrigale
- Thomas Bateson (1570–1630), Engländer – 2 Bücher zu 3 bis 6 Stimmen – 1604, 1618
- Luca Bati (ca. 1550–1608), Italiener – 2 Bücher zu 5 Stimmen – 1594, 1598
- Vincenzo Bellavere (?–1587), Italiener – 3 Bücher zu 4 bis 7 Stimmen – 1567 bis 1576
- Paolo Bellasio (1554–1594), Italiener – 5 Bücher – 1578 bis 1595
- Girolamo Belli (1552–?), Italiener – mehrere Bücher
- Giulio Belli (ca. 1560–ca. 1621), Italiener – 2 Bücher zu 5 und 6 Stimmen- 1589, 1592
- Giovanni Battista de Bellis (ca. 1550–?), Italiener – 3 Bücher zu 4 und 5 Stimmen – 1614 bis 1623
- Giovanni Tommaso de Benedictis (?), Italiener – ein Buch zu 5 Stimmen – 1589
- John Bennet (ca. 1570–ca. 1614), Engländer – eine Sammlung zu 4 Stimmen – 1599
- Stefano Bernardi (1577–1637), Italiener – 6 Bücher zu 3 bis 6 Stimmen – 1611 bis 1624
- Giuseppe Biffi (ca. 1550–ca. 1606), Italiener – Madrigale zu 5 und 6 Stimmen – 1582 bis 1596
- Valerio Bona (ca. 1560–1619), Italiener – ein Buch zu 5 Stimmen
- Giulio Bonagionta (?), Italiener – in Sammelwerken
- William Byrd (ca. 1542–1623), Engländer – etwa 120 Madrigale

## C
- Giulio Caccini (ca. 1550–1618), Italiener – ein Buch – 1613
- Giuseppe Caimo (ca. 1540–1584), Italiener – 2 Bücher zu 4 und 5 Stimmen – 1564, 1584
- Geminiano Capilupi (1573–1616), Italiener – 2 Bücher zu 5 Stimmen – 1599, 1608
- Girolamo Carli (?), Italiener – ein Buch – 1554
- Richard Carlton (ca. 1558–ca. 1638), Engländer – ein Buch – 1601
- Giovanni Cavaccio (1556–1626), Italiener – 6 Bücher zu 5 Stimmen
- Michael Cavendish (1565–1628), Engländer – 8 Madrigale – 1598
- Antonio Cifra (1584–1629), Italiener – 6 Bücher – 1605 bis 1623
- Orazio Colombani (?–ca. 1595), Italiener – 2 Bücher zu 5 Stimmen – 1588
- Giovanni Contino (ca. 1513–1574), Italiener – ein Buch zu 5 Stimmen – 1560
- Séverin Cornet (ca. 1540–1582 oder 1583), Flame – ein Buch zu 5 bis 8 Stimmen – 1581
- John Cooper (ca. 1575–1626), Engländer – einige Madrigale
- Francesco Corteccia (1502–1571), Italiener – 2 Bücher zu 4 Stimmen und eines zu 6 Stimmen – 1546, 1547
- Giovanni Croce (ca. 1557–1609), Italiener – 5 Bücher zu 5 und 6 Stimmen – 1585 bis 1607

## D
- Giovan Da Nola (ca. 1510–1592), Italiener – 2 Bücher zu 4 und 5 Stimmen
- René Del Mel (ca. 1554–nach 1597), französisch-flämisch – 5 Bücher zu 5 und 6 Stimmen
- Alfonso Della Viola (ca. 1508–ca. 1570), Italiener – 2 Bücher – 1539, 1540
- Scipione Dentice (1560–1633), Italiener – 7 Bücher, davon 2 mit Geistlichen Madrigalen – 1591 bis 1640
- Richard Dering (ca. 1580–1630), Engländer – einige Madrigale mit Basso continuo
- Baldassare Donato (1530–1603), Italiener – 2 Bücher zu 4, 5 und 6 Stimmen – 1553, 1568
- Nicolao Dorati (um 1513–1593), Italiener – 4 Bücher – 1549 bis 1593
- Giovanni Andrea Dragoni (ca. 1540–1598), Italiener – 6 Bücher zu 4- bis 6-stimmigen Madrigalen – 1575 bis 1588
- Marcello Drogo (?), Italiener – ein Buch zu 5 Stimmen – 1598
- Antonio Dueto (ca. 1530–nach 1594), Italiener – 7 Bücher zu 4, 5 und 6 Stimmen – 1583 bis 1594

## E
- Michael East (ca. 1580–1648), Engländer – 7 Bücher – 1604 bis 1638
- Muzio Effrem (ca. 1555–nach 1626), Italiener – in Sammelwerken
- Francesco Eredi (?), Italiener – dramatische Madrigale

## F
- Agostino Faccho (?), Italiener – 2 Bücher
- Anselmo Facio (?), Italiener – 2 Bücher zu 5 und 6 Stimmen – 1589, 1601
- Achille Falcone (um 1550–1600), Italiener – 1 Buch zu 5 Stimmen
- John Farmer (ca. 1565–1605), Engländer – ein Buch zu 4 und 8 Stimmen, plus Stücke in Sammelbüchern
- Giles Farnaby (ca. 1565–1640), Engländer – ein Buch zu 4 Stimmen – 1598
- Andrea Feliciani (?), Italiener – Madrigale zu 5 und 6 Stimmen – 1579 bis 1586
- Stefano Felis (1550–1603), Italiener – 10 Bücher zu 5 und 6 Stimmen
- Domenico Ferrabosco (1513–1574), Italiener – ein Buch zu 4 Stimmen – 1542
- Alfonso Ferrabosco der Ältere (1543–1588), Italiener – 2 Bücher zu 5 Stimmen, plus zahlreiche isolierte Stücke
- Alfonso Ferrabosco der Jüngere (1575–1628), Italiener – 23 Stücke zu 4 Stimmen
- Giovanni Ferretti (ca. 1540–1609), Italiener – 5-stimmige Madrigale
- Costanzo Festa (ca. 1480–1545), Italiener – Einer der Gründerväter (Ausgabe von 1530); 3- bis 6-stimmige Madrigale
- Carlo Fiorillo (?), Italiener – einige Madrigale – 1616
- Ippolito Fiorini (?), Italiener – in Sammelwerken – 1586
- Mateo Flecha der Jüngere (1530–1604), Spanier – ein Buch zu 4 und 5 Stimmen
- Giorgio Florio (?), Italiener – Madrigale zu 6 Stimmen – 1589
- Giovanni Florio (?), Italiener – in Sammelwerken – 1596
- Giacomo Fogliano (ca. 1473–1548), Italiener – ein Buch zu 5 Stimmen – 1549
- Alfonso Fontanelli (1557–1622), Italiener – 2 Bücher – 1596, 1604
- Gregorio Francia (1571–1637), Italiener – ein Buch zu 5 Stimmen – 1613
- Amante Franzoni (ca. 1575–1629), Italiener – ein Buch zu 5 Stimmen – 1608
- Amedo Fredi (ca. 1570–1634), Italiener – 2 Bücher zu 5 und 6 Stimmen – 1601, 1605
- Girolamo Frescobaldi (1583–1643), Italiener – ein Buch zu 5 Stimmen – 1608

## G
- Andrea Gabrieli (ca. 1510–1586), Italiener – 6 Bücher zu 3 bis 6 Stimmen, 20 Stücke zu 6 bis 16 Stimmen und Madrigalkomödien – 1566 bis 1601
- Giovanni Gabrieli (1557–1612), Italiener – ca. 30 Stück
- Giulio Cesare Gabussi (ca. 1555–1611), Italiener – 2 Bücher zu 5 Stimmen – 1580, 1598
- Marco Gagliano (ca. 1575–1642), Italiener – 6 Bücher zu 5 Stimmen
- Giovanni Galeno (ca. 1550–nach 1626), Italiener – 2 Bücher zu 5 und 7 Stimmen – 1594, 1598
- Vincenzo Galilei (ca. 1520–1591), Italiener – 2 Bücher zu 4 und 5 Stimmen – 1574, 1587
- Vincenzo Gallo (?–1624), Italiener – ein Buch zu 5 Stimmen – 1589
- Giovanni Giacomo Gastoldi (ca. 1550–ca. 1610), Italiener – 4 Bücher zu 3 bis 6 Stimmen – 1588 bis 1602
- Hortensio Gentile (?), Italiener – ein Buch zu 4 Stimmen – 1616
- Jehan Gero (?), Frankoflame – 4 Bücher zu 3 und 4 Stimmen – 1549 bis 1553
- Carlo Gesualdo (ca. 1560–1613), Italiener – 6 Bücher zu 5 Stimmen – 1594 bis 1596 – und ein posthumes Buch zu 6 Stimmen (1526)
- Giovanni Ghizzolo (?–1625), Italiener – 2 Bücher zu 5 und 6 Stimmen, das zweite mit Continuo – 1608, 1614
- Ellis Gibbons (1573–1603), Engländer – in Sammelwerken
- Orlando Gibbons (1583–1625), Engländer – eine Sammlung mit Begleitung – 1612
- Ruggiero Giovannelli (1560–1625), Italiener – 7 Bücher zu 3 bis 5 Stimmen – 1585 bis 1605
- Alessandro Grandi (ca. 1586–1630), Italiener – 2 Bücher Madrigali concertati zu 2 bis 4 Stimmen mit Continuo – 1615, 1622
- Tommaso Graziani (ca. 1553–1634), Italiener – ein Buch zu 5 Stimmen – 1588
- Thomas Greaves, Engländer, eine Sammlung (Songes of sundrie kinds) (1604) mit 4 Madrigalen
- Annibale Gregori (?–1633), Italiener – ein Buch zu 5 Stimmen – 1617
- Francesco Maria Guaitoli (1563–1628) – in Sammelwerken
- Francesco Guami (ca. 1544–1601), Italiener – 3 Bücher zu 4 und 6 Stimmen – 1588 bis 1598
- Gioseffo Guami (ca. 1530–1611), Italiener – 4 Bücher zu 5 und 6 Stimmen, darunter dramatische Madrigale – 1565 bis 1591

## H
- Hans Leo Hassler (1564–1612), Deutscher – 5- und 8-stimmige Madrigale – 1596, 1601
- John Hilton (?–1608), Engländer

## I
- Antonio il Verso (ca. 1560–1621), Italiener – 13 Bücher zu 3 bis 6 Stimmen
- Sigismondo d’India (ca. 1582–1629), Italiener – 8 Bücher zu 5 Stimmen, einige mit Continuo – 1606 bis 1624
- Marc’Antonio Ingegneri (ca. 1547–1592), Italiener – 6 Bücher zu 4 bis 6 Stimmen – 1572 bis 1587
- Paolo Isnardi (ca. 1525–nach 1590), Italiener – 4 Bücher zu 5 und 6 Stimmen – 1568 bis 1589

## J
- Jachet de Berchem (?), Flame – 2 Bücher zu 4 und 5 Stimmen – 1546, 1556
- Robert Jones (ca. 1577–nach 1615), Engländer – eine Sammlung – 1607

## K
- Johannes Hieronymus Kapsberger (ca. 1574–1650), deutsch – ein Buch zu 5 Stimmen mit Generalbass
- Jacobus de Kerle (1531–1591), Flame – 4-stimmige Madrigale – 1570
- George Kirbye (ca. 1565–1634), Englisch – eine Sammlung von 3 bis 6 Stimmen – 1597

## L
- Aurelio La Faya (?–ca. 1579), Spanier – 2 Bücher zu 5 Stimmen – 1564, 1579
- Scipione Lacorcia (?), Italiener – 3 Bücher zu 5 Stimmen – 1616 bis 1620
- Camillo Lambardi (ca. 1560–1634), Italiener – 2 Bücher zu 4 Stimmen – 1600, 1609
- Stefano Landi (ca. 1590–1639), Italiener – ein Buch zu 5 Stimmen – 1619
- Orlando di Lasso (Roland de Lassus) (ca. 1532–1594), Frankoflame – 180 Madrigale ohne die geistlichen Madrigale
- Francesco Layolle oder Dell'Aiolla (ca. 1475–ca. 1540), Italiener – in Sammelwerken
- Alamanno Layolle oder Dell'Aiolla (ca. 1520–1590), Frankoitaliener – 6 Madrigale zu 3 Stimmen
- Bartolomeo Le Roy (?–1599), Burgunder – einige Madrigale
- Giovanni Battista Leonetti (?), Italiener – zwei Bücher, eines zu 5, das andere zu 8 Stimmen – 1617
- Leone Leoni (ca. 1560–1627), Italiener – 5 Bücher zu 5 Stimmen und geistliche Madrigale – 1588 bis 1602
- Henry Lichfield (?), Engländer – eine Sammlung zu 5 Stimmen – 1613
- Guglielmo Lipparini (?), Italiener – ein Buch zu 5 Stimmen – 1614
- Antonio Lotti (1666–1740), Italiener – einige späte Madrigale – 1705
- Bernardino Lupacchino (?), Italiener – 4 Bücher zu 2 bis 5 Stimmen – 1543 bis 1559
- Karel Luython (ca. 1557–1620), Flame – ein Buch zu 5 Stimmen – 1582
- Luzzasco Luzzaschi (ca. 1545–1607), Italiener – 5 Bücher zu 5 Stimmen, plus konzertante Madrigale – 1571 bis 1604

## M
- Gian Vincenzo Macedonio (?), italienischer Komponist – ein Buch zu 5 Stimmen – 1603
- Jean de Macque (ca. 1550–1614), Frankoflame – 6 Bücher zu 4 bis 6 Stimmen – 1576 bis 1610
- Cristofano Malvezzi (1547–1599), Italiener – 2 Bücher zu 5 und 6 Stimmen
- Curzio Mancini (?–nach 1608), Italiener – 5-stimmige Madrigale – 1605
- Giovanni Piero Manenti (ca. 1535–1597), Italiener – 4 Bücher zu 4, 5 und 6 Stimmen
- Luca Marenzio (1553–1599), Italiener – 9 Bücher zu 9 Stimmen, 6 Bücher zu 6 Stimmen und geistliche Madrigale – 1580 bis 1599
- Alessandro Marino (?), Italiener – ein Buch zu 5 Stimmen – 1571
- Pietro Maria Marsolo (?), Italiener – 5 Bücher zu 4 und 5 Stimmen, darunter eines mit Basso continuo – 1607 bis 1614
- Gabriele Martinengo (?–1584), Italiener – 3 Bücher zu 4 und 5 Stimmen – 1544 bis 1580
- Giulio Cesare Martinengo (ca. 1565–1613), Italiener – Madrigale zu 4, 5 und 6 Stimmen – 1605
- Tiburzio Massaino (ca. 1550–nach 1609), Italiener – 8 Bücher zu 4 bis 6 Stimmen – 1569 bis 1604
- Domenico Mazzocchi (1592–1665), Italiener – ein Buch zu 5 Stimmen – 1638
- Marco Antonio Mazzone (?), Italiener – einige Madrigale – 1569
- Ascanio Meo (?), Italiener – 5 Bücher
- Alessandro Merlo (ca. 1530–?), Italiener – mehrere 4- und 5-stimmige Bücher – 1554 bis 1577
- Tarquinio Merula (ca. 1595–1665), Italiener – 2 Bücher mit konzertanten Madrigalen mit Continuo – 1624 und 1633
- Claudio Merulo (1533–1604), Italiener – 4 Sammlungen von 3 bis 5 Stimmen – 1566 bis 1604
- Maddalena Mezari (?), Italiener – 2 Bücher zu 4 und 5 Stimmen, und auch in Sammelwerken – 1568 bis 1583
- Domenico Micheli (?), Italiener – 5 Bücher – 1564 bis 1581
- Romano Micheli (ca. 1575–nach 1659), Italiener – 6-stimmige Madrigale – 1621
- Simone Molinaro (?–nach 1610); Italiener – 2 Bücher zu 5 Stimmen – 1599 und 1615
- Philippe de Monte (1521–1603); Flame – am produktivsten: 1.073 Madrigale
- Giovanni Domenico Montella (ca. 1570–1607), Italiener – 8 Bücher – 1595 bis 1607
- Claudio Monteverdi (1567–1643), Italiener – 9 Bücher – 1587 bis 1651
- Thomas Morley (1557 oder 1558–1602), Engländer – 5 Sammlungen – 1593 bis 1597
- Giovanni Battista Moscaglia (ca. 1550–nach 1587), Italiener – 5 Bücher zu 4 bis 6 Stimmen – 1575 bis 1587
- Giovanni Battista Mosto (ca. 1550–1596), Italiener – 4 Bücher zu 5 und 6 Stimmen – 1578 bis 1595
- John Mundy (?–1630), Engländer – in Sammelwerken

## N
- Romulo Naldi (?), Italiener – ein Buch zu 5 Stimmen – 1589
- Giovanni Maria Nanino (1554–1607), Italiener – 3 Bücher zu 5 Stimmen – 1579 bis 1586
- Giovanni Bernardino Nanino (ca. 1560–1623), Italiener – 3 Bücher zu 5 Stimmen – 1588 bis 1612
- Cola Nardo (?), Italiener – ein Buch zu 4 Stimmen – 1580
- Giovanni Nasco (?–1561), Italiener – 4 Bücher zu 4 bis 6 Stimmen – 1548 bis 1557
- Pomponio Nenna (ca. 1550–1618) – 8 Bücher zu 5 Stimmen, und auch in Sammelwerken – 1582 bis 1613
- Filippo Nicoletti (ca. 1555–nach 1620) – 3 Bücher – 1578 bis 1588

## O
- Giuseppe Olivieri (?), Italiener – eine Sammlung zu 2, 3 Stimmen mit Continuo – 1617
- Alessandro Orologio (ca. 1550–1633), Italiener – 4 Bücher zu 4 bis 6 Stimmen – 1586 bis 1616

## P
- Pietro Pace (1559–1622), Italiener – 5 Bücher zu 4 bis 7 Stimmen – 1597 bis 1617
- Asprilio Pacelli (ca. 1570–1623), Italiener – ein Buch zu 4 Stimmen – 1601
- Pietro Paolo Paciotti (ca. 1550–nach 1614), Italiener – ein Buch zu 6 Stimmen – 1582
- Annibale Padovano (1527–1575), Italiener – ein Buch zu 5 Stimmen – 1564
- Giovanni Pierluigi da Palestrina (ca. 1525–1594), Italiener – 5 Bücher, plus geistliche Madrigale – 1555 bis 1584
- Benedetto Pallavicino (?–1601), Italiener – 8 Bücher zu 5 Stimmen und Stücke zu 4 und 6 Stimmen – 1579 bis 1611
- Domenico Dal Pane (?–1692), Italiener – 2 Bücher zu 5 Stimmen – 1652 und 1678
- Girolamo Parabosco (ca. 1520–1557), Italiener – Madrigale von 2 bis 6 Stimmen – 1546
- Nicola Parma (?), Italiener – 2 Bücher zu 5 und 6 Stimmen – 1592
- Francesco Pasquali (?), Italiener – 4 Bücher zu 1 bis 4 Stimmen
- Ercole Pasquani (?–ca. 1620), Italiener – in Sammelwerkem
- Tommaso Pecci (1576–1606), Italiener – 2 Bücher zu 5 Stimmen – 1602
- Mogens Pederson (1585–1623), Däne – 2 Bücher – 1608 und 1611
- Martin Peerson (ca. 1572–1650), Engländer – geistliche Madrigale – 1620
- Jacobus Peetrinus (ca. 1553–ca. 1591), Flame – ein Buch zu 4 Stimmen – 1583
- Jacopo Peri (1561–1633), Italiener – in Sammelwerken
- Diego Personè (?), Italiener – 2 Bücher zu 5 Stimmen – 1626 bis 1628
- Nicolo Peruve (?), Italiener – in Sammelwerken
- Peter Philips (1560–1628), Engländer – 3 Bücher zu 6 und 8 Stimmen – 1596 bis 1603
- Dominique Phinot (ca. 1510–ca. 1556), Franzose – einige Stücke zu 6 Stimmen
- Giovanni Piccioni (?–nach 1616), Italiener – einige Stücke
- Francis Pilkington (ca. 1565–1638), Engländer – 2 Sammlungen – 1613 und 1624
- Marc’Antonio Pordenone (?), Italiener – 5 Bücher zu 5 Stimmen und eines zu 4 Stimmen – 1564 bis 1580
- Costanzo Porta (1529–1601), Italiener – 5 Bücher zu 4 oder 5 Stimmen – 1555 bis 1586
- Francesco Portinaro (1516–nach 1578), Italiener – 4 Bücher zu 5 Stimmen – 1550 bis 1568
- Vincenzo dal Pozzo (?), Italiener – einige Stücke zu 5 Stimmen
- Gasparo Pratoneri (?), Italiener – einige Stücke – 1587
- Giovanni Leonardo Primavera (ca. 1540–nach 1585), Italiener – 7 Bücher zu 5 Stimmen
- Giovanni Priuli (?–1629), Italiener – 3 Bücher zu 5 Stimmen – 1604 bis 1612
- Gabriele Puliti (?), Italiener – ein Buch zu 5 Stimmen – 1609

## Q
- Paolo Quagliati (ca. 1555–1628), Italiener – ein Buch zu 4 Stimmen – 1608

## R
- Enrico Radesca di Foggia (?–1625), Italiener – ein Buch zu 5 bis 8 Stimmen mit Basso continuo – 1615
- Giovanni Maria Radino (Mitte des 16. Jahrhunderts–nach 1607), Italiener – ein Buch zu 4 Stimmen – 1598
- Bartolomeo Ratti (1565–1634), Italiener – 3 Bücher zu 3 und 4 Stimmen – 1594 bis 1599
- Lorenzo Ratti (ca. 1590–1630), Italiener – in Sammelwerken – 1615–1616
- Thomas Ravenscroft (ca. 1592–1633), Engländer – eine Sammlung – 1613
- Teodoro Riccio (1540–nach 1599), Italiener – 2 Bücher mit Madrigalen zu 5 bis 12 Stimmen – 1567
- Aurelio Roccia (?), Italiener – ein Buch zu 4 Stimmen – 1571
- Dattilo Roccia (?), Italiener – 2 Bücher zu 4 und 5 Stimmen – 1608 und 1617
- Rocco Rodio (ca. 1532–1616), Italiener – 2 Bücher
- Giovanni Domenico Rognoni Taeggio (?–vor 1626), Italiener – 2 Bücher zu 5 und 8 Stimmen – 1619
- Francesco Rognoni Taeggio (?), Italiener – Madrigale zu 5 Stimmen – 1613
- Cyprian de Rore (1515–1565), Flame – 197 Madrigalstücke
- Stefano Rossetti (?), Italiener – 3 Bücher zu 4 bis 6 Stimmen – 1560 bis 1566
- Michelangelo Rossi (ca. 1602–1656), Italiener – 5-teilige Stücke –
- Salomone Rossi (ca. 1570–ca. 1630), Italiener – 5 Bücher, darunter eines mit Basso continuo – 1600 bis 1622
- Andrea Rota (1553–1597), Italiener – 3 Bücher zu 4 und 5 Stimmen – 1579 bis 1592
- Giovanni Rovetta (ca. 1596–1668), Italiener – in Sammelwerken
- Vincenzo Ruffo (ca. 1510–1587), Italiener – einige Madrigale
- Matteo Rufolo (?), Italiener – 2 Bücher zu 5 Stimmen – 1561 und 1563
- Lucrezio Rufolo (?) – 3 Bücher zu 5 Stimmen – 1598 bis 1612
- Pedro Ruimonte (1565–1627), Spanier (Aragon) – El Parnaso español de madrigales y villancicos (zu 4 bis 6 Stimmen)

## S
- Galeazzo Sabbatini (ca. 1597–1662), Italiener – 5 Bücher concertante von 1 bis 5 Stimmen – 1625 bis 1640
- Ippolito Sabino (?–nach 1589), Italiener – 7 Bücher – 1579 bis 1589
- Crescenzo Salzilli (ca. 1580–1621), Italiener – 2 Bücher zu 5 Stimmen – 1616 und 1621
- Orlandi Santi (?), Italiener – 5 Bücher zu 5 Stimmen
- Paul Sartorius (1569–1609), Deutscher – einige Stücke zu 5 Stimmen – 1600
- Antonio Savetta (?-nach 1641), Italiener – Madrigale zu 5–8 Stimmen – 1610
- Alessandro Savioli (?), Italiener – 3 Bücher zu 5 Stimmen – 1595 bis 1600
- Mario Savioni (1608–1685), Italiener – 2 Bücher zu 3 und 5 Stimmen – 1660 und 1668
- Orazio Scaletta (?–1630), Italiener – 4 Bücher zu 4 bis 6 Stimmen
- Alessandro Scarlatti (1660–1725), Italiener – 8 späte Madrigale
- Johann Hermann Schein (1586–1630), Deutscher – Fontana d' Israel (Israelsbrünnlein) (1623) geistliche Madrigale zu 5–6 Stimmen mit Continuo
- Heinrich Schütz (1585–1672), Deutscher – ein Buch zu 5 Stimmen – 1610
- Cornelis Schuyt (1557–1616), Niederländer – 2 Bücher zu 5 und 6 Stimmen – 1600 und 1603
- Gerolamo Scotto (?–1572), Italiener – 8 Bücher
- Benedetto Serafico (?), Italiener – 3 Bücher zu 5–6 Stimmen – 1575 bis 1581
- Pompeo Signorucci (?), Italiener – Madrigale zu 5 Stimmen – 1602
- Francesco Soriano (1549–1621), Italiener – 3 Bücher zu 4–5 Stimmen – 1581 bis 1601
- Annibale Stabile (ca. 1535–ca. 1595), Italiener – 3 Bücher zu 5 Stimmen – 1572 bis 1585
- Scipione Stella (?–vor 1635), Italiener – einige Stücke
- Francesco Stivori (um 1550–1606), Italiener – mehrere Sammlungen – 1583 bis 1605
- Alessandro Striggio (um 1540–1592), Italiener – 7 Bücher zu 5 und 6 Stimmen
- Barbara Strozzi (ca. 1620–nach 1664), Italiener – ein Buch zu 2 bis 5 Stimmen – 1644

## T
- Orazio Tarditi (1602–1677), Italiener – 2 Bücher zu 2–5 Stimmen – 1633 und 1639
- Ippolito Tartaglino (1539–1582), Italiener – ein Buch zu 5 Stimmen – 1576
- Orazio Tigrini (?), Italiener – 3 Bücher zu 4 und 6 Stimmen – 1573 bis 1591
- Biagio Tomasi (1585–1640), Italien – 2 Bücher zu 5 und 6 Stimmen mit Basso continuo – 1611 und 1613
- Thomas Tomkins (1572–1656), Engländer – eine Sammlung, mehrere Sammlungen – 1622
- Giovanni Maria Trabaci (ca. 1575–ca. 1647), Italiener – 2 Bücher zu 5 Stimmen – 1606 und 1611

## U
- Vincenzo Ugolini (1570–1638), Italiener – 2 Bücher zu 5 Stimmen – 1615
- Francesco Usper (1561–1641), Italiener – ein Buch zu 5 Stimmen – 1604

## V
- Giovanni Valentini (1582–1649), Italiener – 5 Bücher mit Instrumenten – 1616 bis 1625
- Pietro Francesco Valentini (ca. 1570–1654), Italiener – 2 Bücher, das zweite mit Continuo – 1654
- Thomas Vautor (?), Engländer – ein Buch – 1619
- Orazio Vecchi (1550–1605), Italiener – 2 Bücher zu 1 bis 6 Stimmen und Madrigalkomödien – 1583 bis 1608
- Stefano Venturi del Nibio (?), Italiener – 6 Bücher zu 4 oder 6 Stimmen – 1592 bis 1598
- Philippe Verdelot (ca. 1480–vor 1552), Franzose – 8 Bücher zu 4, 5 und 6 Stimmen – 1530 bis 1537
- Girolamo Vespa (?–nach 1596), Italiener – 4 Bücher zu 5 Stimmen – 1570 bis 1591
- Nicola Vicentino (1511–1576), Italiener – 5 Bücher zu 5 Stimmen – 1546 bis 1572
- Pietro Vinci (ca. 1540–1584), Italiener – 10 Bücher zu 3 bis 6 Stimmen – 1561 bis 1584
- Paolo Virchi (1552–1610), Italiener – 3 Bücher zu 5 und 6 Stimmen – 1584 bis 1591
- Filippo Vitali (?–1653), Italiener – 3 Bücher zu 5 Stimmen – 1616 bis 1629

## W
- John Ward (1571–1638), Engländer – eine Sammlung – 1613
- Thomas Weelkes (ca. 1576–1623), Engländer – 4 Bücher – 1597 bis 1608
- Jacques de Wert (1535–1596), Flame – 13 Bücher zu 4 bis 6 Stimmen
- William Wigthorpe (?), Engländer – einige Stücke
- John Wilbye (1574–1638), Engländer – 2 Bücher zu 3 bis 6 Stimmen – 1598 und 1609
- Adrian Willaert (ca. 1490–1562), Flame – über 60 Madrigale

## Y
- Henry Youll (?), Engländer – ein Buch – 1608

## Z
- Liberale Zanchi (ca. 1570–nach 1621), Italiener – ein Buch zu 5 Stimmen – 1595
- Camillo Zanotti (ca. 1545–1591), Italiener – 3 Bücher zu 5 und 6 Stimmen – 1587 bis 1589
- Gioseffo Zarlino (1517–1590), Italiener – in Sammelwerken
- Pietro Andrea Ziani (ca. 1620–1684), Italiener – eine Sammlung zu 2 und 4 Stimmen
- Annibale Zoilo (ca. 1537–1592), Italiener – ein Buch und einige isolierte Stücke – 1563